# Joel Madden
 Der er for få eller ingen kildehenvisninger i denne artikel, hvilket er et problem. Du kan hjælpe ved at angive troværdige kilder til de påstande, som fremføres i artiklen.

Joel Rueben Madden (født Joel Rueben Combs 11. marts 1979) er en amerikansk musiker og forsanger i bandet Good Charlotte.
Bandet har lavet flere store hits, blandt dem kan nævnes Lifestyle of the Rich and the Famouse og I Just Wanna Live

## Privatliv
Joel bor i Waldorf, Maryland og er tvillingebror til den fem minutter ældre Benji Madden.
Joel fik datteren Harlow Winter Kate Madden d.11. januar 2008 Sammen med Nicole Richie. Året efter, d. 9. september 2009, fik han og Nicole sønnen Sparrow James Midnight Madden.

## Diskografi

### Med Good Charlotte
- Good Charlotte (2000)
- The Young and the Hopeless (2002)
- The Chronicles of Life and Death (2004)
- Good Morning Revival (2007)
- Greatest Remixes (2008)
- Cardiology (2010)
- Youth Authority (2016)
- Generation Rx (2018)

### Med The Madden Brothers
- Before – Volume One (2011)
- Greetings from California (2014)[1]

### Gæsteoptræden
| År   | Sang                                                               | Kunstner(e)              | Album                            |
| ---- | ------------------------------------------------------------------ | ------------------------ | -------------------------------- |
| 2015 | "Bail Me Out" (featuring Joel Madden)                              | All Time Low             | Future Hearts                    |
| 2013 | "City of Sin" (featuring Joel Madden)                              | Alex Kunnari & Heikki L  |                                  |
| 2012 | "Incomplete And All Alone" (featuring Joel Madden)                 | Blood on the Dance Floor | (R)evolution                     |
| 2011 | "Lost" (featuring Joel Madden)                                     | Chae Hawk                |                                  |
| 2010 | "Auto-Tune the News #11 – Pure Poppycock." (featuring Joel Madden) | The Gregory Brothers     |                                  |
| 2009 | "Sulla Mia Pelle"                                                  | Lost                     | Sospeso                          |
| 2008 | "Workin'"                                                          | Young Dre The Truth      |                                  |
| 2008 | "Elevator"                                                         | Junior Sanchez           |                                  |
| 2008 | "My Own Way"/"My Own Way" (Remix)                                  | Three 6 Mafia            | Last 2 Walk                      |
| 2008 | "I'm the One"                                                      | Bizzy Bone               | A Song for You                   |
| 2008 | "LA Girls"                                                         | Mams Taylor              |                                  |
| 2007 | "No More Cryin'"                                                   | J-Kwon                   |                                  |
| 2007 | "Blockstar"                                                        | J-Kwon                   |                                  |
| 2005 | "Tired"                                                            | Tommy Lee                | Tommyland: The Ride              |
| 2005 | "Let's Go"                                                         | X-Ecutioners             |                                  |
| 2004 | "Are You Ready?"                                                   | Hazen Street             | Hazen Street                     |
| 2004 | "All That"                                                         | Hazen Street             | Hazen Street                     |
| 2004 | "Jump"                                                             | N*E*R*D                  | Fly or Die                       |
| 2002 | "You Don't Mean Anything"                                          | Simple Plan              | No Pads, No Helmets...Just Balls |